# 池田大輔
池田 大輔（いけだ だいすけ、1968年2月13日 - ）は、日本の男性プロレスラー。本名：池田 大助（いけだ だいすけ）。熊本県牛深市（現：天草市）出身。血液型A型。

## 経歴
プロフェッショナルレスリング藤原組に入門し、1993年12月5日の後楽園ホールにおけるドン荒川戦でデビュー。1995年9月には藤原喜明と組んでFMWに参戦し、世界ブラスナックルタッグ王座を獲得。同年12月に格闘探偵団バトラーツ旗揚げに参加し、独特の「バチバチファイト」で人気を博す。バトラーツでの試合のほか、当時、三沢光晴が社長を務めていた全日本プロレスにも継続参戦、三沢が率いるアンタッチャブルの構成員として、三沢らと共闘していた。
2000年5月にバトラーツを退団するが、同年6月に継続参戦していた全日本プロレスが分裂。池田も多くのレスラーと共にプロレスリング・ノアの旗揚げに参加し、ノアに正式入団。2004年6月1日、森嶋猛を破り、WLW世界ヘビー級王座を獲得。
2004年12月にノアを退団し、2005年3月1日にフーテン・プロモーションを設立。その後は「バチバチ」、「バチバチの穴」と銘打った興行を開催している。

## 得意技
大ちゃんボンバー
要はラリアットだが、通常のラリアットとは違い顔面めがけて、思い切り腕を振るので、破壊力は絶大。
稲妻レッグラリアット
本家の稲妻とは異なり、技を繰り出した後にイナズマアピールを行う。
ナガイころし
コーナーポストからのローリング踵落とし。漫画「ベルセルク」に登場する大剣「ドラゴン殺し」と、バトラーツ時代に、対長井満也用として開発したためこの名前が付いた。
デスバレーボム
垂直落下式ブレーンバスター
落とす直前、「死になさい」と言ってから落とす。
キン肉バスター
抱えあげる前にボソッと「行きますよ」と言い、舌を出しながら落とす（「お待たせしました!」と客にアピールする場合もある）。
ハーフハッチ
池田ロック
頭を両足でロックしてのチキンウィングアームロック。
ムーンサルトプレス
若手の頃に使用。初披露したのは大胆にもメキシカンスタイルのみちのくプロレスでの試合である（1994年11月、藤原喜明の地元凱旋興行にて）。本人によると「初代タイガーマスクに憧れて入門前から練習していた」とのこと。

## 入場テーマ曲
- TELL ME WHY（シングルバージョン）

## タイトル歴
FMW
- 世界ブラスナックルタッグ王座

格闘探偵団バトラーツ
- ヤングジェネレーションバトル優勝

WLW
- WLW世界ヘビー級王座

プロレス大賞
- 新人賞（1995年）

## その他
- 不思議キャラと評されることもある。
- 十六茶のCMに出演していた（共演は小林聡美）。
- 漫画「ベルセルク」が大好きであると言われ、試合入場の時に使うために、コスプレショップで約10万円のドラゴン殺しレプリカを買ったという経歴がある。また、入場時にこのドラゴン殺しを高く掲げた際に自分の頭に刀身を落とし、試合前から大流血したというエピソードがある。全日本プロレスにスポット参戦していた時は垣原賢人とのタッグチーム名を「チーム・ベヘリット」（ベヘリットとは作中に登場するアイテム）にしようとして断られたことがある。
- 現在の入場曲は「ベルセルク」アニメ版第1作の主題歌である、PENPALS「TELL ME WHY」。
- 長渕剛のファンであり、バトラーツ時代には長渕の「Captain of the Ship」「RUN」をテーマ曲としていた。
- 迷彩のベトナム風ズボンと戦闘靴を履き自衛隊員のいでたちである。またリングインと同時に水を口に含んでおり、自分の頭上に吹きかける。
- 「カレーは別腹」というTシャツを作るほどのカレー好きで[1]、「かまずに飲め」、「三度の飯よりカレーが好き」とも過去に発言している。